# Пустје Чемерње
Пустје Чемерње (слч. Pusté Čemerné) насељено је мјесто са административним статусом сеоске општине (слч. obec) у округу Михаловце, у Кошичком крају, Словачка Република.

## Становништво
| Година:    | 1994. | 2004.   | 2014.   | 2024.   |
| ---------- | ----- | ------- | ------- | ------- |
| Број људи: | 374   | 372     | 352     | 374     |
| Разлика:   |       | -0,53 % | -5,37 % | +6,25 % |

| Година:    | 2023. | 2024.   |
| ---------- | ----- | ------- |
| Број људи: | 364   | 374     |
| Разлика:   |       | +2,74 % |

Према подацима о броју становника из 2024. године насеље је имало 374 становника.